# Víchová nad Jizerou (železniční zastávka)
Víchová nad Jizerou je železniční zastávka v jižní části vesnice Víchová nad Jizerou v okrese Semily v Libereckém kraji. Leží na neelektrizované trati Martinice v Krkonoších – Rokytnice nad Jizerou.

## Historie
Trať  z Martinic v Krkonoších do Jablonce nad Jizerou byla postavena roku 1899. O její výstavbu se výrazně zasloužil Jan hrabě Harrach. V této době však zastávka ještě nestála a obyvatelé Víchové museli využívat železniční stanici ve dva kilometry vzdáleném Hrabačově. Zastávka ve Víchové nad Jizerou byla zbudována až roku 1944. Jízdenky se zde prodávaly až do konce 70. let 20. století.
V roce 2024 byla budova zastávky odstraněna a nahrazena novým přístřeškem.

## Popis
Zastávka má 90 metrů dlouhé sypané nástupiště s pevnou hranou typu Tischer a osvětluje ho pouze jedna nízká nástupištní lampa. Budova zastávky je v současnosti[kdy?] opuštěná, v minulosti zde byla vyhřívaná čekárna a kancelář. V zadní části pak jsou umístěny toalety.